# تيم جورمان
تيم جورمان (بالإنجليزية: Tim Gorman)‏ هو موسيقي أمريكي، ولد في 12 يونيو 1952 في سان فرانسيسكو في الولايات المتحدة.